# Aridità

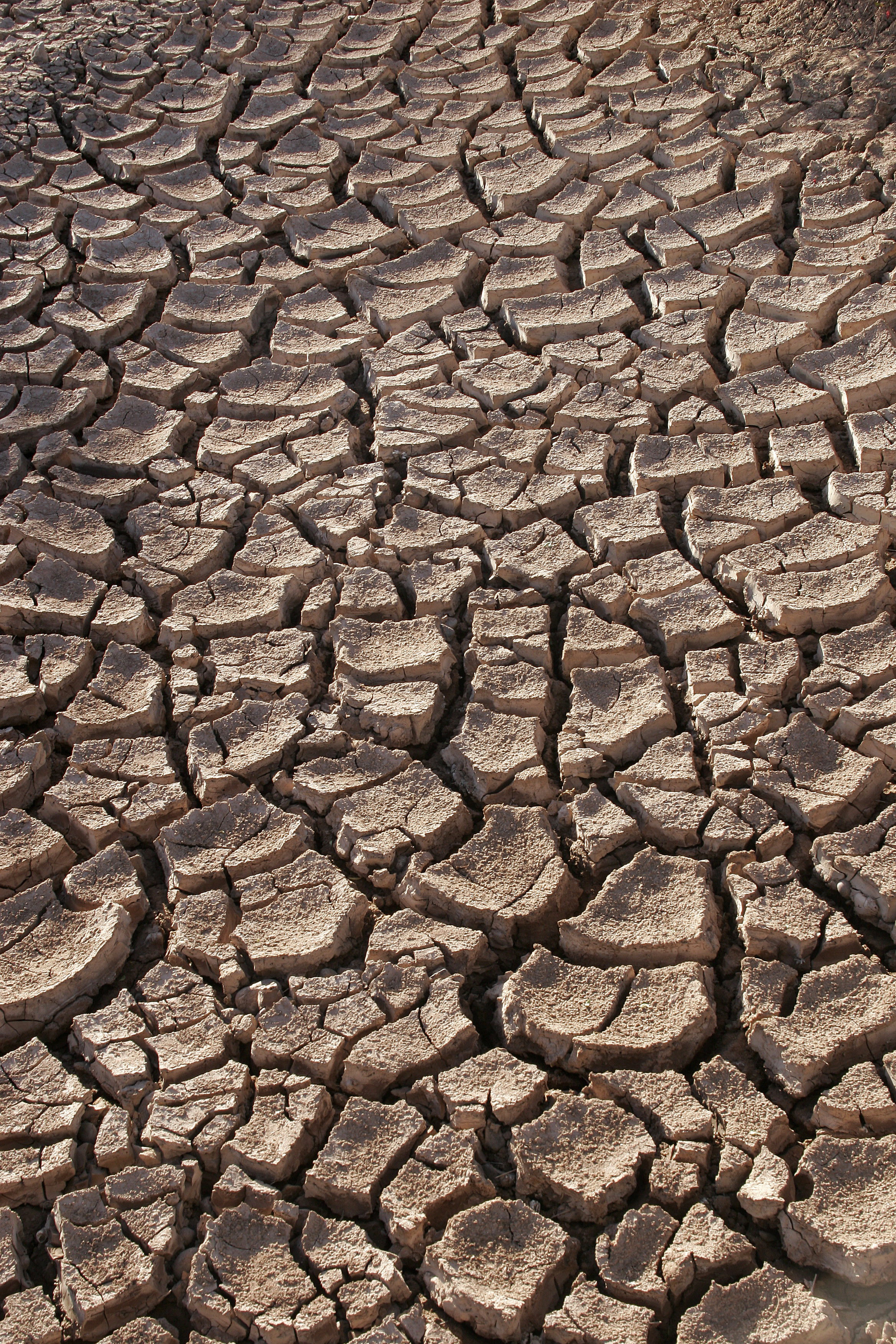
Terreno arido nel Deserto di Sonora

L'aridità è una caratteristica climatica conseguente a frequenti e duraturi periodi di siccità che interessano una determinata area. L'aridità può essere di tipo strutturale, quando tali condizioni sono permanenti o semipermanenti, o di tipo occasionale, quando è legata ad eventi eccezionali di lunga durata.
L'aridità tende ad interessare, generalmente, aree che registrano precipitazioni medie annue inferiori ai 700 mm, concentrate in meno di 80 giorni, ed evapotraspirazione elevata. 

## Indici di aridità
L'aridità di una determinata zona viene calcolata in base al valore dei cosiddetti indici di aridità, che mettono generalmente in relazione le precipitazioni medie annue e le temperature medie annue attraverso l'introduzione di una costante numerica; in alcuni casi, viene presa in esame anche l'evapotraspirazione, mentre in altri, molto più approfonditi, sono esaminati anche i parametri relativi all'eliofania, alla radiazione globale e alle caratteristiche del suolo di un determinato luogo. 
Gli indici di aridità maggiormente utilizzati sono l'indice di De Martonne, l'indice di Crowther e l'indice bioclimatico di aridità e desertificazione FAO-UNEP.